# Czyn niedozwolony
Czyn niedozwolony (fr. acte illicite, niem. unerlaubte Handlung) – termin języka prawnego i prawniczego oznaczający zdarzenie cywilnoprawne, które z mocy ustawy - niezależnie od istnienia lub nieistnienia między stronami uprzedniej umowy - pociąga za sobą obowiązek naprawienia szkody, tj. prowadzi do odpowiedzialności cywilnej w reżimie deliktowym.   
Zdarzenie to nie musi mieć nic wspólnego z działaniem, zaniechaniem czy winą człowieka. Skutkiem czynu niedozwolonego jest powstanie zobowiązania między odpowiedzialnym za szkodę a poszkodowanym, którego treścią jest, odpowiednio, obowiązek naprawienia szkody i uprawnienie do uzyskania odszkodowania. Przykładami czynów niedozwolonych jest wyrządzenie szkody zawinionym działaniem (art. 415 k.c.), wyrządzenie szkody przez ruch przedsiębiorstwa (art. 435 k.c.) albo mechanicznego środka komunikacji poruszanego za pomocą sił przyrody (art. 436 k.c.).